# Tour des Philippines
Le Tour des Philippines (espagnol : Tour de Filipinas) est une course cycliste par étapes disputée aux Philippines. Il fait partie de l'UCI Asia Tour depuis 2010, en catégorie 2.2.
L'édition 2020 est annulée, en raison de la pandémie de maladie à coronavirus.

## Palmarès
| Année | Vainqueur                                      | Deuxième                                       | Troisième                                      |
| ----- | ---------------------------------------------- | ---------------------------------------------- | ---------------------------------------------- |
| 2010  | David McCann                                   | Lloyd Reynante                                 | Baler Ravina                                   |
| 2011  | Rahim Ememi                                    | Farshad Salehian                               | Amir Zargari                                   |
| 2012  | Baler Ravina                                   | Loh Sea Keong                                  | Joel Calderon                                  |
| 2013  | Ghader Mizbani                                 | Amir Kolahdozhagh                              | John Ebsen                                     |
| 2014  | Mark Galedo                                    | Eric Sheppard                                  | Alireza Asgharzadeh                            |
| 2015  | Thomas Lebas                                   | Mark Galedo                                    | Damien Monier                                  |
| 2016  | Oleg Zemlyakov                                 | Yevgeniy Gidich                                | Maral-Erdene Batmunkh                          |
| 2017  | Jai Crawford                                   | Daniel Whitehouse                              | Fernando Grijalba                              |
| 2018  | El Joshua Cariño                               | Metkel Eyob                                    | Ronald Oranza                                  |
| 2019  | Jeroen Meijers                                 | Goh Choon Huat                                 | Angus Lyons                                    |
| 2020  | Annulé en raison de la pandémie de coronavirus | Annulé en raison de la pandémie de coronavirus | Annulé en raison de la pandémie de coronavirus |